# Juventud Unida (Gualeguaychú)
Club Deportivo Juventud Unida – argentyński klub piłkarski z siedzibą w mieście Gualeguaychú, leżącym w prowincji Entre Ríos.

## Historia
Klub założony został 1 maja 1907 roku i gra obecnie w czwartej lidze argentyńskiej Torneo Argentino B.

### Piłkarze
- Ramón Medina Bello